# 劉長佑
劉 長佑（りゅう ちょうゆう、Liú Chángyòu、1818年 - 1887年）は、清末の官僚。字は印渠。湖南省新寧県出身。
咸豊2年（1852年）に友人の江忠源が創設した楚勇に加入した。江忠源が安徽省・江西省に太平天国との戦いに赴くのに従い、江忠源の死後も太平天国との死闘を繰り広げた。咸豊9年（1859年）、宝慶を包囲していた石達開軍を李続宜と共に破り、広西按察使に抜擢された。更に広西布政使となり、翌咸豊10年（1860年）には広西巡撫となった。在任中には綱紀を粛正し、水軍を興し、大成国軍を破り、商業を振興して税収を増加させた。
同治元年（1862年）、両広総督に就任したが、すぐに直隷総督に転任となり、捻軍や白蓮教徒との戦いにあたった。同治7年（1868年）に故郷に戻ったが、同治10年（1871年）に広東巡撫に起用され復帰、更に広西巡撫に移された。この頃からフランスのベトナム侵略が活発化しており警戒にあたった。光緒元年（1875年）に雲貴総督へ異動、在任中にはマーガリー事件が発生している。
光緒9年（1883年）に引退。死後、武慎の諡号を贈られた。著作に『劉武慎公遺書』がある。